# Bedmar
Bedmar es una localidad española de la provincia de Jaén, en Andalucía. Forma parte junto con Garcíez del municipio de Bedmar y Garcíez. Situada a unos 5 km al sur de Garcíez, en Bedmar reside el Ayuntamiento del municipio doble, así como un 85 % de la población.

## Historia de Bedmar
Podemos suponer que estas tierras estuvieron habitadas en el Paleolítico y Neolítico sobre la base de los restos encontrados: hachas de piedra, buriles, raspadores, y restos de cerámica. Otro dato a considerar es la proximidad de la cueva de la Graja (Jimena) y la cueva de los Esqueletos (Albanchez de Mágina), ambas con pinturas esquemáticas.
Se puede establecer que, alrededor del siglo II antes de Cristo, es cuando se producen los asentamientos más estables en el término de Bedmar. El más importante es el de Campanil, donde se han encontrado lápidas con inscripciones de esa época. También hay restos de asentamientos en la margen izquierda del río, bajo el cerro de Campanil. En otros yacimientos romanos se han encontrado columnas de mármol blanco, un molino de aceite e incluso un silo romano, en el paraje conocido como el Cerrillo.
La presencia visigoda quedó patente con la aparición de un sarcófago de piedra con la inscripción de un texto del Libro de los Proverbios. El sarcófago se encuentra en el Museo Provincial de Jaén.
Es en la Edad Media cuando Bedmar alcanza mayor notoriedad, por su carácter fronterizo y por ser uno de los pasos de Baeza y Úbeda hacia el Reino de Granada. El profesor Elías Terés identifica Bedmar con al-Matmar, que significa bajo el silo o la cueva, en referencia a la cueva del Murallón, que se abre en la pared rocosa de la Serrezuela. Esta cueva formaba parte del primer poblamiento, que estaba cercado por una doble muralla de mampostería que apoyaba sus extremos en la sierra. Esta fortificación, realizada por una familia muladí, fue conquistada por Fernando III en el siglo XIII, convirtiéndose en frontera entre los reinos de Castilla y de Granada. En varias ocasiones fue tomada por los nazaríes en sus avances hacia Baeza. Esto dio lugar a que la Orden de Santiago edificara un nuevo castillo, que no volvería a ser tomado por los musulmanes. Es el castillo llamado el Mirador, que actualmente está en ruinas.
Es en el siglo XVI, tras la conquista de Granada, cuando Bedmar alcanza su mayor apogeo. Siendo su riqueza más importante la derivada de la ganadería, productos de la huerta, seda, vino y cereales.
Más difíciles fueron los siglos XVII y XVIII, con periodos de sequía, epidemias, hambre, etc. En el siglo XIX desaparecen la Obra Pía, que fundara el marqués de la Cueva, y la encomienda de Bedmar. Como consecuencia del liberalismo decimonónico, en 1821 se nombra el primer alcalde constitucional en la persona de José Herrera. A lo largo de ese siglo XIX la industria bedmarense tuvo un auge muy especial e importante para la vida económica de sus gentes, lo que le valió la concesión por Alfonso XII en 1882 el escudo de la villa, como un detalle significativo por la gran labor y desarrollo industrial alcanzado.
La Guerra Civil fue especialmente cruel en este municipio. Permaneció toda la contienda bajo el gobierno republicano. Como hechos más significativos, reseñar la quema del retablo de la iglesia de la Asunción y la destrucción de la imagen de la Patrona, aunque la imagen del niño Jesús sí es la original ya que fue escondida durante ese periodo. Cuando el conflicto terminó se produjeron juicios sumarísimos en los que fueron fusilados veintitrés vecinos, considerados responsables políticos durante el periodo de 1936 a 1939. Está integrada desde 1975 junto con Garcíez en el municipio de Bedmar y Garcíez.

## Demografía
| Gráfica de evolución demográfica de Bedmar entre 1842 y 1970 |
| |
| Población de derecho según los censos de población del INE Población de hecho según los censos de población del INEEntre el censo de 1981 y el anterior, este municipio desaparece porque se agrupa en el municipio 23902 (Bedmar y Garcíez) |

## Patrimonio histórico

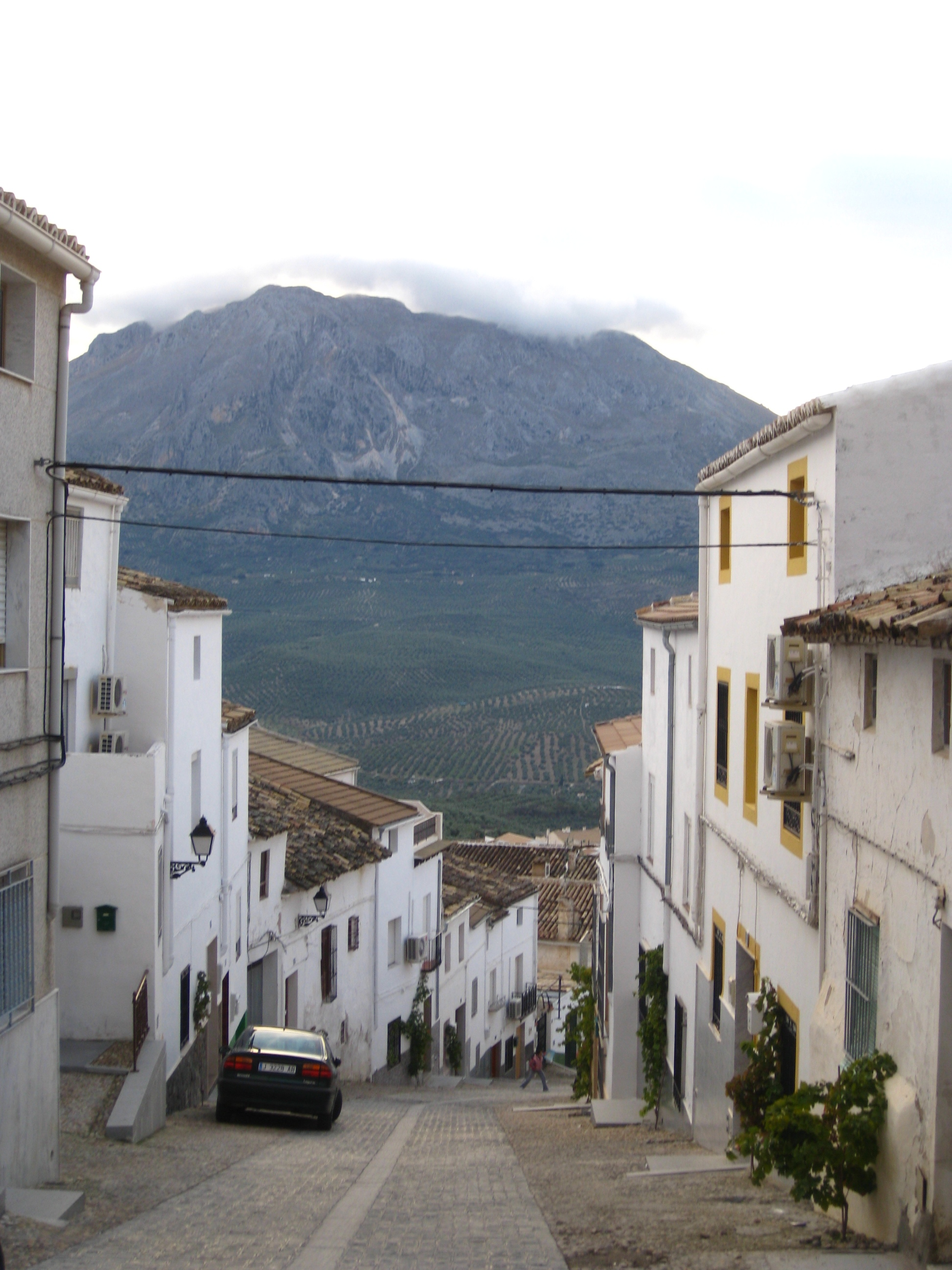
Calle típica de Bedmar

### Castillo Viejo
Fortaleza de Al-Manzar o del Mirador: construida por Ubays ben al-Saliya al final del siglo IX, levantado en la Serrezuela adaptándose a las irregularidades del terreno.

### Castillo Nuevo

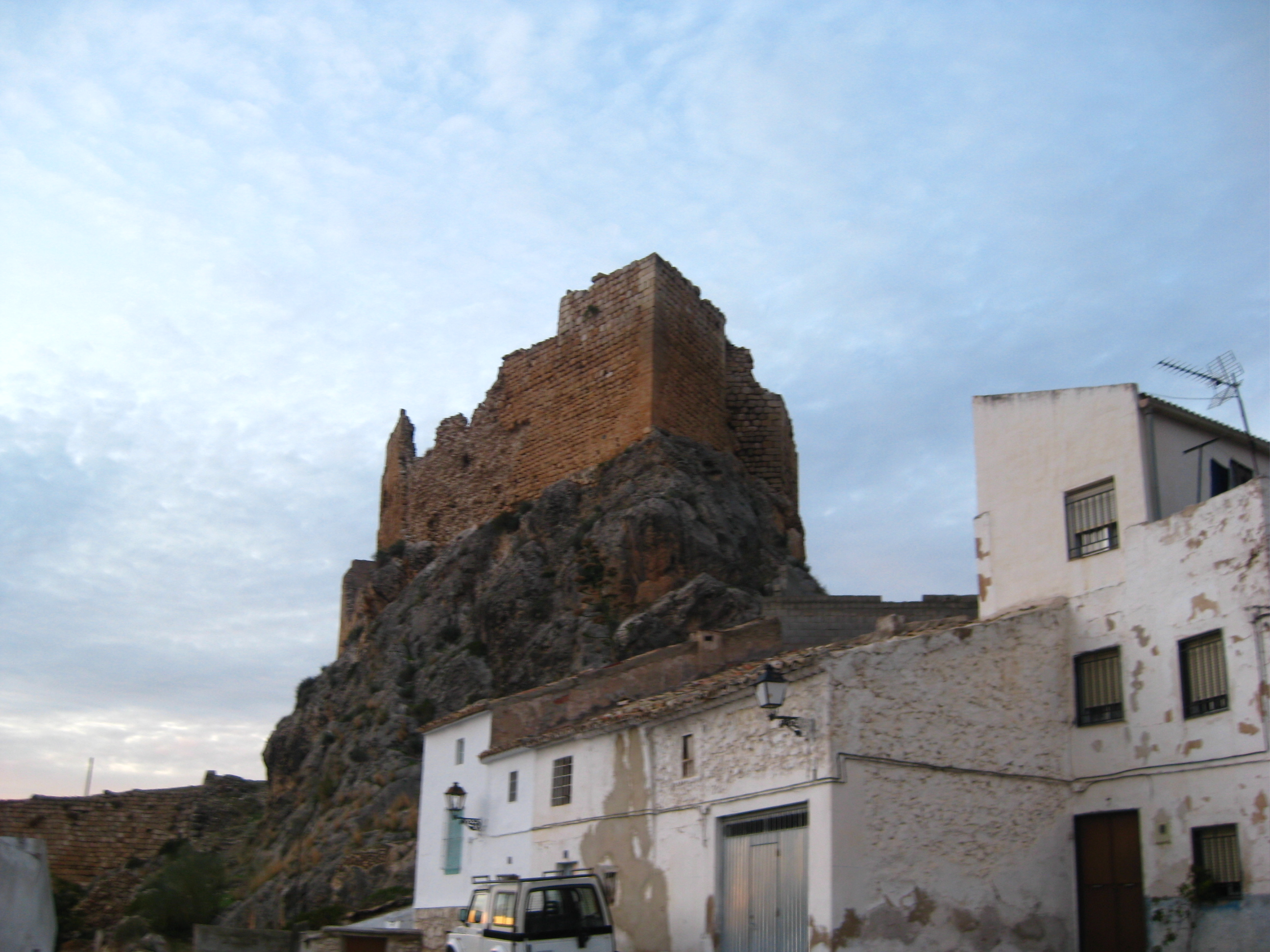
Castillo Nuevo de Bedmar

El Castillo Nuevo fue construido a principios del siglo XV por la Orden de Santiago, adaptado a las nuevas técnicas de defensa. Posteriormente, fue enajenado a la Orden en 1562, y luego vendido por Felipe II a Don Alonso de la Cueva.

### Iglesia parroquial de la Asunción
Fue construida en el siglo XVI la zona de la cabecera y el crucero son góticas cubiertas con bóvedas estrelladas de terceletes. Las tres naves se separan por columnas dóricas y arcos de medio punto. Posee torre campanario a los pies con dos cuerpos, el inferior cuadrado, octogonal el superior. De sus tres portadas la más antigua es la norte de 1570, la sur data de 1620. Su portada principal es de finales del siglo XVII, de estilo barroco, donde se aprecia el escudo de la villa.

## Fiestas

### Fiestas patronales en honor a la Virgen de Cuadros
Normalmente se celebran entre el 23 y 27 de septiembre, aunque las fechas pueden variar según el domingo más cercano. El día 25 de septiembre los devotos esperan a su patrona en el Peñón de San José, a la entrada del camino que lleva a Cuadros, donde los tronos de ambos hacen una reverencia en señal de saludo. Desde ese lugar los asistentes acompañan a la Virgen de Cuadros hasta la parroquia de la Asunción donde permanecerá durante un mes, llamado en tiempos antiguos mes del Rosario. Al llegar el último domingo de octubre los vecinos en romería, acompañan a la Virgen hasta la ermita de Cuadros, ubicada en el imponente parque natural de Sierra Mágina de donde es también patrona, donde permanecerá hasta el siguiente mes de septiembre.

### Semana Cultural
El Ayuntamiento de Bedmar patrocina y organiza cada año unas fiestas muy populares en la primera quincena de agosto. Ofrecen unos días de actividades culturales, deportivas y de ocio para todas las edades. El momento fuerte es la degustación de una popular pipirrana y la posterior verbena, sin olvidarnos del concierto que ofrece la Banda de Música Jerónimo Caballero de Bedmar.

### Fiesta de San José
El 1 de mayo se celebra la fiesta de San José, patrón de Bedmar. Este día los hermanos de la hermandad sacan a San José por las calles de la localidad, acompañado de los acordes de la Banda de Música Jerónimo Caballero de Bedmar. Al finalizar la procesión, los hermanos mayores celebran una fiesta donde todos los hermanos están invitados.

### Semana Santa
Esta comienza el Viernes de Dolores con la fiesta de la titular de ese día, prosigue el Domingo de Ramos, con la ya célebre Procesión de las Palmas y Ramos de Olivo desde el paraje y parque del Pilarejo hasta la iglesia parroquial. El Martes Santo se realiza el "Viacrucis" por las calles de la localidad, rememorando la antigua procesión del Cristo de la Vera Cruz. Ahora bien, desde que en el año 2000 se revitalizara nuestra Semana Santa hemos de destacar la procesión del Amarrao en la tarde-noche del Jueves Santo, tras los "Oficios" y la inauguración del "Monumento" en la capilla del Jesús. En la madrugada del Viernes Santo se procesiona a la Virgen de los Dolores junto a Nuestro Padre Jesús Nazareno, sin olvidarnos de la tradicional Procesión General en la noche del Viernes Santo, donde se procesiona a Jesús Yacente, conocida en Bedmar como "El Acostao". El Sábado santo a las 11:30 P. m. se celebra la Pascua de Resurrección, para finalizar el Domingo de Ramos con la Misa y Procesión, en ocasiones, del "Resucitado" y por la tarde la degustación del Hornazo.